# Tim Schanetzky

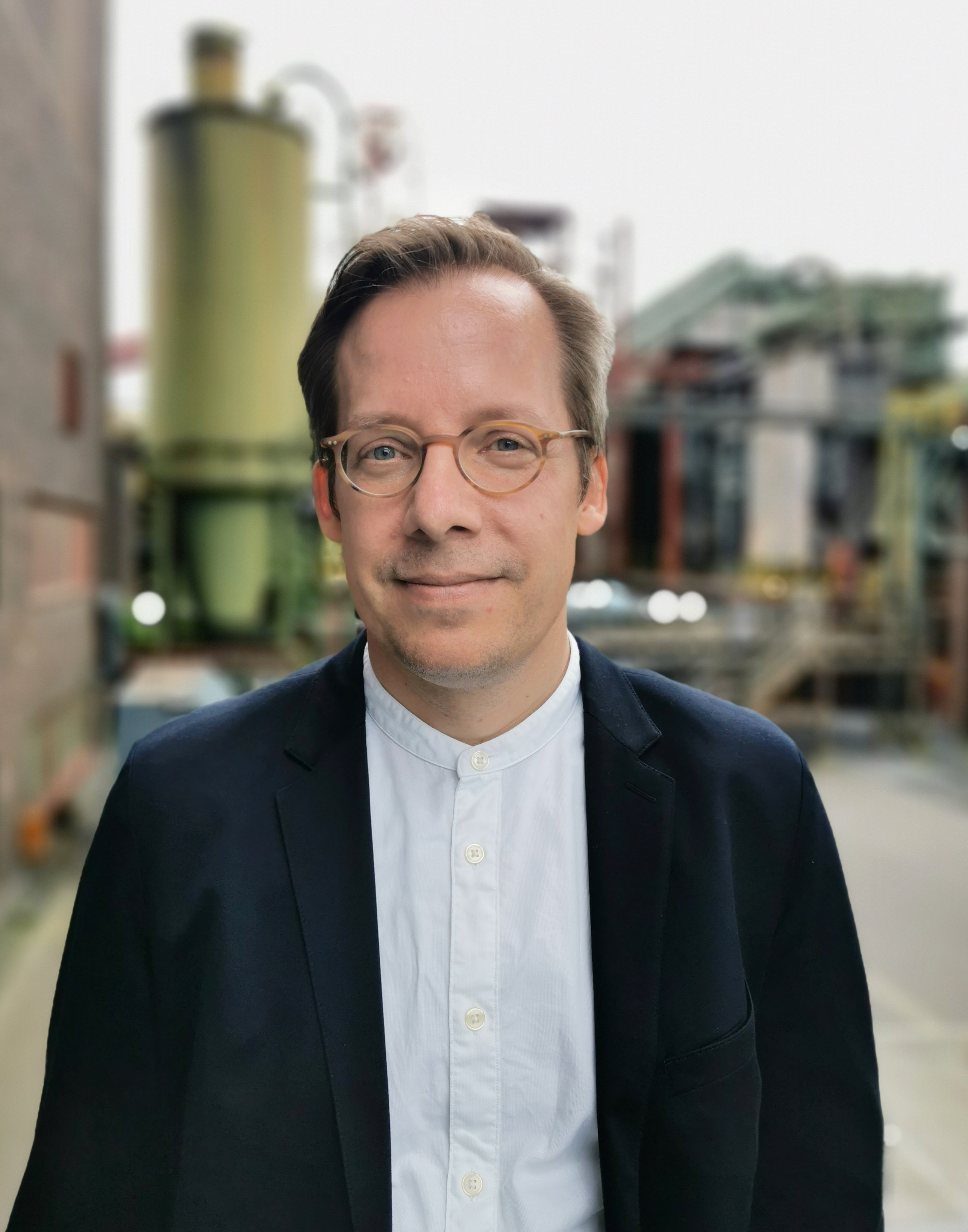
Schanetzky (2021)

Tim Schanetzky (* 1973 in Marl) ist ein deutscher Historiker. Er lehrt Neuere und Neueste Geschichte in Essen und ist Inhaber einer Heisenberg-Stelle am dortigen Kulturwissenschaftlichen Institut.

## Leben
Nach einem Studium der Geschichte, Politikwissenschaften und der Osteuropäischen Geschichte an der Ruhr-Universität Bochum war er von 2001 bis 2005 wissenschaftlicher Mitarbeiter an der Universität Frankfurt am Main, an der er 2006 von Werner Plumpe zum Dr. phil. promoviert wurde. Seine Dissertation rekonstruierte den wirtschaftspolitischen Kurswechsel vom Keynesianismus hin zu monetaristischen und angebotsökonomischen Alternativen und untersuchte den Funktionswandel der wissenschaftlichen Politikberatung. Von 2005 bis 2022 war er an der Friedrich-Schiller-Universität Jena als wissenschaftlicher Mitarbeiter tätig. Zunächst Teil einer fünfköpfigen Forschergruppe, welche die Geschichte Friedrich Flicks und seines Konzerns im 20. Jahrhundert untersuchte, wurde er anschließend wissenschaftlicher Assistent bei Norbert Frei. Im Frühjahrssemester 2011 lehrte er als Theodor Heuss Lecturer an der New School for Social Research in New York. Er war Fellow am Deutschen Historischen Institut in Washington sowie am Freiburg Institute for Advanced Studies. 2014 habilitierte er sich in Jena mit einer vergleichenden Arbeit über die Tätigkeit von „Regierungsunternehmern“ in Deutschland und den USA zur Zeit des Dritten Reiches und des New Deals. Er hatte Vertretungsprofessuren in Jena, Marburg und Bayreuth inne; am Institut für Zeitgeschichte der Universität Wien war er Gastprofessor.
Seine Forschungsschwerpunkte liegen im Bereich der Geschichte des 20. Jahrhunderts sowie der Wirtschafts- und Unternehmensgeschichte. Von 2002 bis 2010 war er Vorstandsmitglied beim Arbeitskreis für kritische Unternehmens- und Industriegeschichte (AKKU). Er gehört dem Verband der Historiker und Historikerinnen Deutschlands an und war Mitglied des Jena Center Geschichte des 20. Jahrhunderts. Von 2018 bis 2022 leitete er gemeinsam mit Norbert Frei ein von der Beauftragten der Bundesregierung für Kultur und Medien gefördertes Forschungsprojekt zur Geschichte der politischen Bildung. Derzeit erforscht er die Geschichte der Kapitalismuskritik seit den 1970er Jahren.

## Veröffentlichungen (Auswahl)
- mit Tobias Freimüller, Kristina Meyer, Sybille Steinbacher, Dietmar Süß und Annette Weinke (Hrsg.): Demokratisierung der Deutschen. Errungenschaften und Anfechtungen eines Projekts. Wallstein-Verlag, Göttingen 2020, ISBN 978-3-8353-3636-0.
- mit Jan-Otmar Hesse, Christian Kleinschmidt und Roman Köster (Hrsg.): Moderner Kapitalismus. Wirtschafts- und unternehmenshistorische Beiträge. Mohr Siebeck, Tübingen 2019, ISBN 978-3-16-158239-4.
- Regierungsunternehmer. Henry J. Kaiser, Friedrich Flick und die Staatskonjunkturen in den USA und Deutschland. Wallstein-Verlag, Göttingen 2015, ISBN 978-3-8353-1767-3.
- „Kanonen statt Butter“. Wirtschaft und Konsum im Dritten Reich. C. H. Beck, München 2015, ISBN 978-3-406-67515-7. (Lizenzausgabe der Bundeszentrale für politische Bildung, Bonn 2016).
- mit Norbert Frei (Hrsg.): Unternehmen im Nationalsozialismus. Zur Historisierung einer Forschungskonjunktur. Wallstein-Verlag, Göttingen 2010, ISBN 978-3-8353-0755-1.
- mit Norbert Frei, Ralf Ahrens und Jörg Osterloh: Flick. Der Konzern, die Familie, die Macht. Verlag Karl Blessing, München 2009, ISBN 978-3-89667-400-5 (Taschenbuchausgabe, Pantheon, München 2011).
- Die große Ernüchterung. Wirtschaftspolitik, Expertise und Gesellschaft in der Bundesrepublik 1966–1982. Akademie/ de Gruyter Verlag, Berlin 2007, ISBN 978-3-05-004302-9.
- mit Jan-Otmar Hesse und Jens Scholten (Hrsg.): Das Unternehmen als gesellschaftliches Reformprojekt. Strukturen und Entwicklungen von Unternehmen der „moralischen Ökonomie“ nach 1945. Klartext-Verlag, Essen 2004, ISBN 3-89861-335-6.
- Unter einem Dach. Engagement und Sozialkompetenz. 100 Jahre Hattinger Wohnstättengenossenschaft. Klartext-Verlag, Essen 1999, ISBN 3-88474-774-6.
- Endstation Größenwahn. Die Geschichte der Stadtsanierung in Essen-Steele. Klartext-Verlag, Essen 1998 (Neuauflage 2008, ISBN 978-3-8375-0025-7).